# Slumptjärnen (Edefors socken, Norrbotten)
Slumptjärnen är en sjö i Bodens kommun i Norrbotten och ingår i Luleälvens huvudavrinningsområde.